# Hypsipyla albipartalis
Hypsipyla albipartalis är en fjärilsart som beskrevs av George Francis Hampson 1910. Hypsipyla albipartalis ingår i släktet Hypsipyla och familjen mott. Inga underarter finns listade i Catalogue of Life.

## Bildgalleri

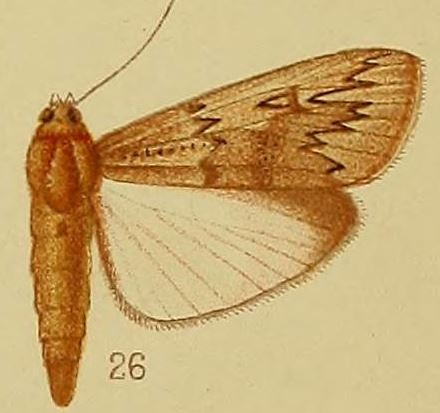